# Jacksonville
|  | Per a altres significats, vegeu «Jacksonville (desambiguació)». |

Jacksonville és una població del comtat de Duval, a l'estat de Florida, Estats Units. És la seu del comtat i segons el cens de l'any 2008, la població era de 735.617 habitants.
Jacksonville és la ciutat dels Estats Units (sense comptar Alaska) amb major superfície. És la més gran de les ciutats de l'estat i la 13a de les ciutats més grans del país. L'àrea metropolitana de Jacksonville té més d'1.313.228 residents.
Els governs de Jacksonville i del Comtat de Duval estan consolidats, altres municipis del comtat són Baldwin, Neptune Beach, Atlantic Beach i Jacksonville Beach.
L'àrea total de Jacksonville és de 2.264,5 km² (874,3 m²). Jacksonville es deia originalment Cowford a causa de la seva activitat ramadera. La ciutat va canviar de nom l'any 1822 en honor del primer governador territorial de Florida i setè President dels Estats Units, Andrew Jackson. Jacksonville molt sovint s'abrevia com Jax, que és el codi de l'Aeroport Internacional de Jacksonville.

## Ciutats agermanades
- Bahía Blanca, Argentina
- Masan, Corea del Sud
- Múrmansk, Rússia
- Nantes, França
- Port Elizabeth, Sud-àfrica
- Yingkou, Xina

## Personatges il·lustres
- James Weldon Johnson (1871 - 1938), diplomàtic i poeta estatunidenc.[3]